# University of Wisconsin Press
University of Wisconsin Press (parfois abrégé en UW Press) est une maison d'édition universitaire américaine à but non lucratif publiant des livres et des revues.
Le siège de l'université et de ses Presses est situé à Madison dans l'État du Wisconsin.